# Liste der Monuments historiques in Courant
Die Liste der Monuments historiques in Courant führt die Monuments historiques in der französischen Gemeinde Courant auf.

## Liste der Objekte
Zum Verständnis siehe: Kirchenausstattung
| Bezeichnung                    | Beschreibung                                | Standort                                     | Kennzeichnung | Schutzstatus | Datum | Bild |
| ------------------------------ | ------------------------------------------- | -------------------------------------------- | ------------- | ------------ | ----- | ---- |
| Votivbild                      | 19. Jahrhundert                             | in der Kapelle Ste-Radegonde (Lage)          | PM17001377    | Inscrit      | 1984  |      |
| Tabernakel Nr. 1               | Holz, bemalt und vergoldet, 18. Jahrhundert | in der Kirche St-Martin (Lage)               | PM17001372    | Inscrit      | 1984  |      |
| Tabernakel Nr. 2               | Holz, bemalt, 18. Jahrhundert               | in der Kirche St-Martin (Lage)               | PM17001373    | Inscrit      | 1984  |      |
| Tabernakel Nr. 3               | Holz, bemalt, 18. Jahrhundert               | in der Sakristei der Kirche St-Martin (Lage) | PM17001374    | Inscrit      | 1984  |      |
| Gemälde Die Versuchung Christi | 19. Jahrhundert                             | in der Kirche St-Martin (Lage)               | PM17001375    | Inscrit      | 1984  |      |
| Prozessionskreuz               | Metall, versilbert, 19. Jahrhundert         | in der Kirche St-Martin (Lage)               | PM17001376    | Inscrit      | 1984  |      |
| Glocke                         | Bronze, 1606 gegossen                       | in der Kirche St-Martin (Lage)               | PM17000089    | Classé       | 1908  |      |